# Karl Friedrich Wilhelm Wallroth
Karl Friedrich Wilhelm Wallroth (Breitenstein, Saxony-Anhalt, 13 de março de 1792 — Nordhausen, 22 de março de 1857) foi um botânico alemão. Seu nome é abreviado para Wallr. como autoridade taxonômica.
Frequentou aulas de medicina e botânica na Universidade de Halle, depois de continuar seus estudos em Göttingen, onde foi aluno do botânico Heinrich Adolf Schrader (1767-1836). Em 1816, doutorou-se médico na Universidade de Göttingen. Em 1822, foi nomeado médico do distrito para a cidade de Nordhausen, onde, juntamente com seus deveres como um médico, realizou pesquisas botânicas.
Entre seus escritos estão um tratado sobre criptógamas nativas da Alemanha - Flora Cryptogamica Germaniae (1831-1833), e um estudo sobre a biologia de líquenes, intitulado Naturgeschichte der Flechten (1825 & 1827). A ele é creditado a introdução dos termos "homoiomerous" e "heteromerous" para explicar duas formas distintas de líquen.